# Lago Negro de Peguera
El lago negro o embalse negro es un lago situado en la cabecera del valle de Peguera dentro del municipio de Espot en el Parque nacional de Aiguas Tortas y Lago de San Mauricio. El lago, de origen glaciar, se encuentra a 2337 metros de altitud. Está represado, con una capacidad total de embalse de 11,90 hectómetros cúbicos y 6,60 hectómetros cúbicos de capacidad útil. Con 70 metros, es el más profundo del parque y su superficie ocupa 31,40 hectáreas.